# Plouha
Plouha (gallo Plóha) – miejscowość i gmina we Francji, w regionie Bretania, w departamencie Côtes-d’Armor.
Według danych na rok 1990 gminę zamieszkiwało 4197 osób, a gęstość zaludnienia wynosiła 105 osób/km² (wśród 1269 gmin Bretanii Plouha plasuje się na 110. miejscu pod względem liczby ludności, natomiast pod względem powierzchni na miejscu 149.).